# Johannes Kretzschmar
Theodor Johannes Kretzschmar (født 7. november 1864 i Dresden, død 18. februar 1947 i Lübeck) var en tysk historiker og arkivar. Han var dattersøn af Ludwig Richter.
Kretzschmar var først statsarkivar i Lübeck, senere senatssyndikus og chef for statsarkivet sammesteds. Han udgav blandt andet Die Formularbücher aus der Canzlei Rudolfs von Habsburg (1889), Die Invasionsprojekte der katholischen Mächte gegen England zur Zeit Elisabeths (med handlinger fra Vatikanets arkiver, 1892) samt de vigtige bidrag til trediveårskrigens historie Gustav Adolfs Pläne und Ziele in Deutschland und die Herzöge zu Braunschweig und Lüneburg (i "Quellen und Darstellungen zur Geschichte Niedersachsens", bind XVII, 1904), Die Allianzverhandlungen Gustav Adolfs mit Kurbrandenburg im Mai und Juni 1631 (i "Forschungen zur Brandenburgischen und Preußischen Geschichte", XVII, samme år) og Der Heilbronner Bund 1632-1635 (tre bind, 1922). Han blev 1909 korresponderende medlem af Kungliga Samfundet för utgivande av handskrifter rörande Skandinaviens historia og 1932 æresdoktor ved Uppsala Universitet.

## Udmærkelse(r)
- 1932 Æresdoktor der Universität Uppsala